# Президентские выборы в Пакистане (2018)
Президентские выборы состоялись в Пакистане 4 сентября 2018 года. На них был избран Ариф Алви.

## Избирательная система
В Пакистане президент избирается коллегией выборщиков — это совместное заседание Сената, Национального собрания и провинциальными Ассамблеями.
Каждый избиратель отдает разное количество голосов. Общий принцип заключается в том, что общее число голосов, поданных членами парламента, равно общему числу голосов, поданных провинциальными законодателями. Кроме того, законодатели из более крупных Штатов отдают больше голосов, чем законодатели из более мелких провинций. Фактический подсчет голосов, поданных конкретным штатом, рассчитывается путем деления населения штата на количество мест, которое снова делится на количество законодателей от штата, голосующих в коллегии выборщиков. В Конституции далее говорится, что выборы Президента должны проводиться не ранее чем за шестьдесят дней и не позднее чем за тридцать дней до истечения срока полномочий действующего президента.

## Коллегия выборщиков
Коллегия выборщиков Пакистана формируется совместным заседанием шести ведущих политических органов Пакистана:
- Сенат Пакистана,
- Национальная ассамблея Пакистана,
- Провинциальная Ассамблея Пенджаба,
- Провинциальная Ассамблея Синда,
- Провинциальная Ассамблея Белуджистана и
- Провинциальная Ассамблея Хайбер-Пахтунхвы.

Чтобы каждая провинция имела равное право голоса, всем провинциальным ассамблеям в коллегии выборщиков предоставляется ровно 65 голосов. Это означает, что каждый член Ассамблеи Пенджаба имеет 65/370 = 0.176 голосов, каждый член Ассамблеи Синда 65/168 = 0.387 голосов, каждый член КПК Ассамблея 65/124 = 0.524 голосов, и каждый член Ассамблеи Белуджистана 65/65 =1 голос.